# Гонсалес Бланко, Саломон
Саломон Гонсалес Бланко (исп. Salomón González Blanco; 22 апреля 1900, Катасаха, Чьяпас, Мексика — 17 марта 1992, Мехико, Мексика) — мексиканский юрист и политик, член Институционно-революционной партии. Он 12 лет занимал пост секретаря труда и социального обеспечения, а также был членом Сената Мексики, судьёй Верховного суда страны и губернатором штата Чьяпас.

## Карьера
Саломон Гонсалес Бланко родился в Катасахе (штат Чьяпас) в 1900 году. В 1927 году он окончил юридический факультет Национального автономного университета Мексики.
В 1931 году Гонсалес Бланко был назначен в Высший суд штата Табаско. В 1934 году он четыре месяца проработал в Сенате Мексики в качестве заместителя сенатора от штата Табаско. С 1935 по 1941 год Гонсалес Бланко был членом Верховного суда страны, а после окончания срока полномочий там работал в Высшем суде федерального округа с 1941 по 1947 год.
С 1947 года Гонсалес Бланко работал в Секретариате труда и социального обеспечения, а в 1958 году он возглавил его в качестве секретаря и занимал эту должность до 1970 года, при трёх мексиканских президентах (Руисе Кортинесе, Лопесе Матеосе и Диасе Ордасе).
На всеобщих выборах 1976 года Гонсалес Бланко был избран в Сенат от своего родного штата Чьяпас. Однако в 1977 году он отказался от своего места в Сенате, чтобы сменить Хорхе де ла Вегу Домингеса на посту губернатора штата Чьяпас. Гонсалес Бланко занимал пост губернатора с 9 декабря 1977 года по 28 ноября 1979 года, когда его, в свою очередь, сменил Хуан Сабинес Гутьеррес. Он вернулся в Сенат, членом которого был до 1982 года, когда истёк срок полномочий, на который был избран.
В 1984 году он был награжден сенатской медалью Белисарио Домингеса за многолетнюю работу на государственной службе.
Саломон Гонсалес Бланко скончался в Мехико 17 марта 1992 года в возрасте 91 года.

## Семья
Саломон Гонсалес Бланко был женат на Хосефе Гарридо Канабаль, у них было четверо детей, включая Патросинио Гонсалеса Гарридо, занимавшего пост губернатора Чьяпаса с 1988 по 1993 год.